# العلاقات الصومالية القرغيزستانية
العلاقات الصومالية القيرغيزستانية هي العلاقات الثنائية التي تجمع بين الصومال وقيرغيزستان.

## مقارنة بين البلدين
هذه مقارنة عامة ومرجعية للدولتين:
| وجه المقارنة                                              | الصومال                        | قيرغيزستان                      |
| --------------------------------------------------------- | ------------------------------ | ------------------------------- |
| المساحة (كم2)                                             | 637.66 ألف                     | 199.95 ألف                      |
| عدد السكان (نسمة)                                         | 14.74 مليون                    | 6.20 مليون                      |
| الكثافة السكانية (ن./كم²)                                 | 23.12                          | 31.01                           |
| العاصمة                                                   | مقديشو                         | بيشكك                           |
| اللغة الرسمية                                             | اللغة الصومالية، اللغة العربية | اللغة الروسية، اللغة القيرغيزية |
| العملة                                                    | شلن صومالي                     | سوم قيرغيزستاني                 |
| الناتج المحلي الإجمالي (بليون دولار)                      | 7.37 مليار                     | 7.56 مليار                      |
| الناتج المحلي الإجمالي (تعادل القوة الشرائية) بليون دولار |                                | 20.45 مليار                     |
| الناتج المحلي الإجمالي الاسمي للفرد دولار أمريكي          | 549                            | 1.10 ألف                        |
| الناتج المحلي الإجمالي للفرد دولار أمريكي                 |                                |                                 |
| مؤشر التنمية البشرية                                      |                                | 0.655                           |
| رمز المكالمات الدولي                                      | +252                           | +996                            |
| رمز الإنترنت                                              | .so                            | .kg                             |
| المنطقة الزمنية                                           | ت ع م+03:00                    | ت ع م+06:00                     |

## منظمات دولية مشتركة
يشترك البلدان في عضوية مجموعة من المنظمات الدولية، منها:
| علم المنظمة | اسم المنظمة                   | تاريخ انضمام الصومال | تاريخ انضمام قيرغيزستان |
| ----------- | ----------------------------- | -------------------- | ----------------------- |
|             | مؤسسة التنمية الدولية         | 31 أغسطس 1962        | 24 سبتمبر 1992          |
|             | يونسكو                        | 15 نوفمبر 1960       | 2 يونيو 1992            |
|             | الأمم المتحدة                 | 20 سبتمبر 1960       | 2 مارس 1992             |
|             | الاتحاد البريدي العالمي       | ?                    | ?                       |
|             | البنك الدولي للإنشاء والتعمير | 31 أغسطس 1962        | 18 سبتمبر 1992          |
|             | منظمة التعاون الإسلامي        | ?                    | ?                       |
|             | منظمة حظر الأسلحة الكيميائية  | ?                    | ?                       |
|             | الاتحاد الدولي للاتصالات      | 28 سبتمبر 1962       | 20 يناير 1994           |
|             | مؤسسة التمويل الدولية         | 31 أغسطس 1962        | 11 فبراير 1993          |
|             | منظمة الشرطة الجنائية الدولية | ?                    | ?                       |

## وصلات خارجية
- موقع وزارة الخارجية الصومالية
- موقع وزارة الخارجية القيرغيزستانية